# Малянівський Василь Іванович
Васи́ль Іва́нович Маляні́вський (6 січня 1991 — 31 серпня 2014) — старший солдат Збройних сил України. Учасник російсько-української війни.

## Життєвий шлях
Народився 1991 року в селі Андріяшівка (Бердичівський район, Житомирська область). Закінчив андріяшівську школу. Після смерті матері переїхав до рідної тітки в село Кириївка Любарського району. 2008 року закінчив загальноосвітню школу села Кириївка; проходив строкову службу в ЗСУ.Служив за контрактом з 2010-го року. Механік-водій гармати, 26-та окрема артилерійська бригада. 2012 року одружився.
З липня 2014 року брав участь у боях на сході України. 31 серпня 2014-го загинув під час неперервного обстрілу терористами поблизу села Весела Гора в Луганській області — смертельно поранений.
Без Василя лишилася дружина, син Денис 2013 р.н., батько, сестра Олеся.
3 вересня 2014-го похований у селі Андріяшівка, Бердичівський район.

## Нагороди та вшанування
За особисту мужність і героїзм, виявлені у захисті державного суверенітету та територіальної цілісності України, вірність військовій присязі під час російсько-української війни, відзначений — нагороджений
- орденом «За мужність» III ступеня (посмертно)
- посмертно занесений до книги пошани військової частини, нагороджений нагрудним знаком «26 Бердичівська артилерійська бригада»
- 31 серпня 2015-го в Андріяшівці освятили пам'ятник Василю Малянівському
- 29 жовтня 2014 року в селі Андріяшівка на фасаді будівлі загальноосвітньої школи, йому та ще двом випускникам (Павло Ящук та Сергій Коренівський) відкрито меморіальну дошку[2]
- Його портрет розміщений на меморіалі «Стіна пам'яті полеглих за Україну» у Києві: секція 4, ряд 3, місце 13